# LUISS Business School

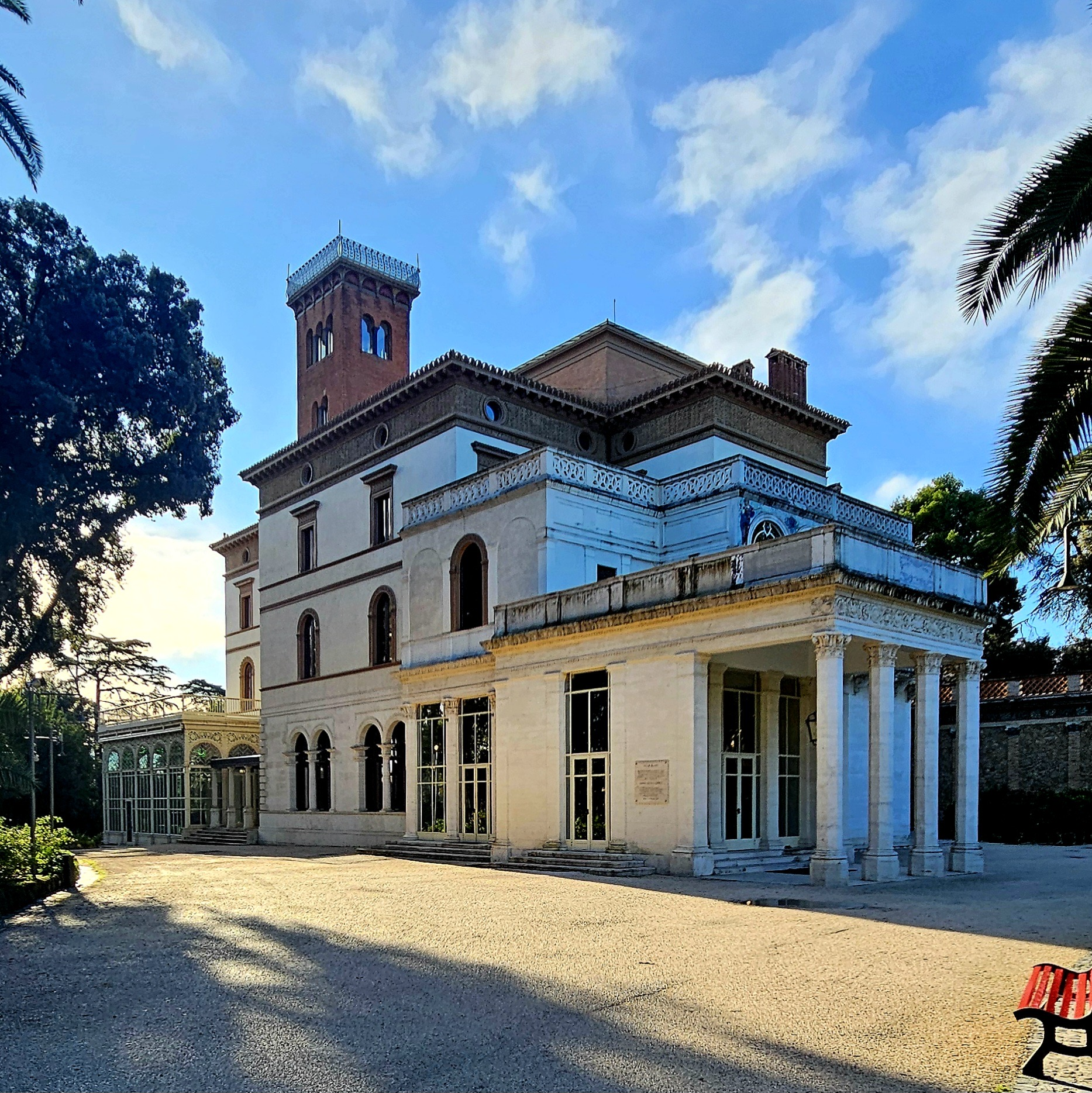
Villa Blanc en 2024

La Luiss Business School est un des trois départements de la Libera Università Internazionale degli Studi Sociali située à Rome.
Son MBA jouit d'une triple accréditation.